# Распятие с Девой Марией, святыми и ангелами
«Распятие Монд» (или «Распятие с Девой Марией, святыми и ангелами») — картина раннего периода творчества итальянского художника Рафаэля Санти. Название происходит от имени владельца. Это вторая из трёх алтарных картин, выполненных Рафаэлем для церквей в Читта-ди-Кастелло в 1500—1504 годах. Датирована 1503 годом по надписи на каменной раме.
Была заказана купцом и банкиром Доменико Гавари для его погребальной часовни, посвящённой святому Иерониму, в церкви Сан-Доменико.

## Описание
Распятие изображает Христа на кресте между двумя витающими в воздухе ангелами, которые в чашу собирают кровь из его ран. У подножия креста — четверо святых — Мария, святой Иероним, Мария Магдалина и апостол Иоанн. На заднем плане виден город, возможно, Флоренция.

### Пределла
Пределла алтаря изображает эпизоды из жизни святого Иеронима, которому и посвящён алтарь.

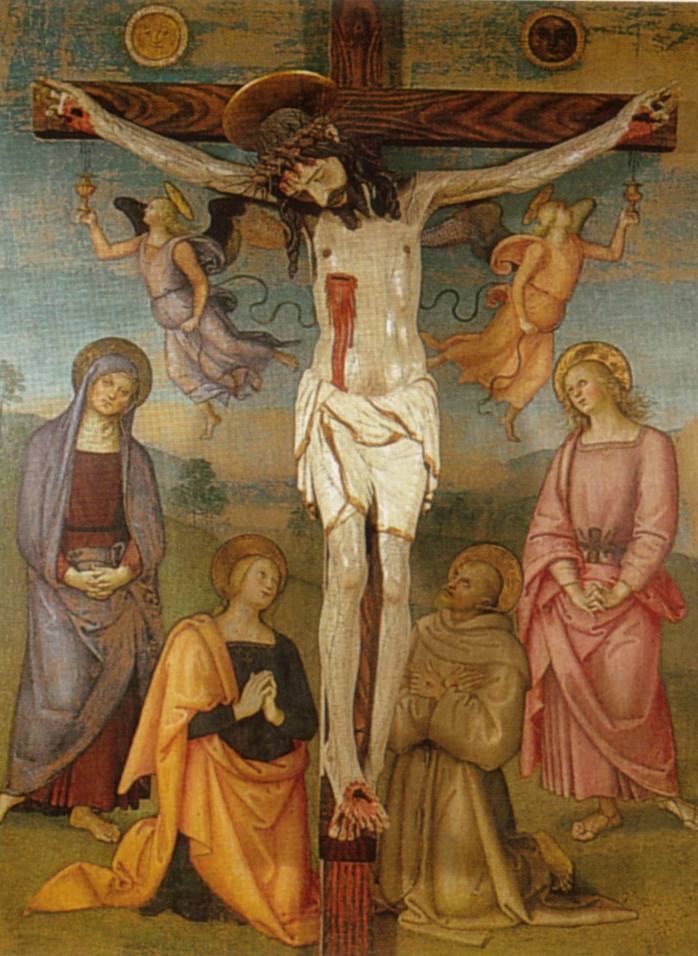
Перуджино, «Распятие» (ок. 1502)

## Прототипы
С точки зрения композиции, персонажей, деталей и техники «Распятие Монд» в значительной мере подобно алтарной картине Перуджино, написанной примерно в 1502 году, и вообще — нескольким версиям Распятия Христа в ландшафте, выполненным Перуджино в 1490-х годах.